# 一方井誠治
一方井 誠治（いっかたい せいじ、1951年 - ）は、日本の経済学者。京都大学教授を経て、武蔵野大学工学部環境システム学科教授 兼 大学院環境学研究科長。武蔵野大学環境研究所長。専攻は環境経済学。学位は、博士（経済学）（京都大学・論文博士・2008年）。

## 経歴
東京都出身。1965年にお茶の水女子大学附属小学校卒業。お茶の水女子大学附属中学校、都立富士高校を経て、1974年に東京大学経済学部を卒業し、翌年環境庁に入庁。地球環境部企画課長、大臣官房政策評価広報課長、財務省神戸税関長等を歴任。2005年に京都大学経済研究所教授、2011年に京都大学学際融合教育研究推進センター特定教授、2012年より同特任教授。2013年より武蔵野大学工学部環境システム学科教授兼大学院環境学研究科長。2021年瑞宝中綬章受章。

## 研究活動
地球温暖化対策の経済的側面に関する調査研究、環境と経済の統合など。

## 著書
- 一方井誠治『低炭素化時代の日本の選択 : 環境経済政策と企業経営』岩波書店、2008年。ISBN 9784000240260。
- IR3S温暖化フラッグシッププロジェクト, 住明正『サステイナブルな地球温暖化対応策』東京大学〈IR3S/TIGS叢書〉、2010年。
- 佐和隆光, 井合進, 一方井誠治『Achieving global sustainability : policy recommendations』United Nations University Press〈Sustainability science series〉、2011年。ISBN 9789280811841。
- 金森久雄, 大守隆, 増島稔, 神田玲子, 中田一良, 三平剛, 広瀬健司, 権田直, 前田佐恵子, 村田啓子, 池永肇恵, 浦沢聡士, 一方井誠治, 茨木秀行, 浜野潤『日本経済読本』（第20版）東洋経済新報社〈読本シリーズ〉、2016年。ISBN 9784492100325。
- 『環境経済・政策学事典』（全11章のうち第2章と第6章の編集委員として担当 「第2章 公害・環境に関わる事件と問題の歴史 」（担当編集委員:寺西俊一・大島堅一）、「第6章 環境問題とエネルギー政策」（担当編集委員・大島堅一・一方井誠治））. 丸善. (2018)
- 一方井誠治『コア・テキスト環境経済学』新世社, サイエンス社 (発売)〈ライブラリ経済学コア・テキスト&最先端〉、2018年。ISBN 9784883842797。

## 論文、寄稿など
- 一方井誠治「地方公共団体における環境アセスメント制度化の動向」『自治研究』第56巻第12号、東京 : 第一法規、1980年12月、69-78頁、CRID 1524232505544630400、ISSN 02875209。
- 一方井誠治「地球環境問題を考える」『ファイナンス= The finance : 財務省広報誌』第29巻第4号、財務省、1993年7月、63-81頁、CRID 1523388078316579712、ISSN 04486072。
- 一方井誠治「水質環境保全の最近の動向にみる規制物質強化の行方」『資源環境対策』第34巻第3号、東京 : 環境コミュニケーションズ、1998年3月、223-228頁、CRID 1522825130109187456、ISSN 09169172。
- 一方井誠治「環境保全上健全な水循環の回復」『浄化槽』第278号、東京 : 日本環境整備教育センター、1999年6月、3-6頁、CRID 1524232505031772672、ISSN 13476866。
- 一方井誠治, 石川大輔, 大堀秀一「日本企業における温暖化ガス排出削減費用の把握状況」『環境研究』第142号、東京 : 日立財団、2006年、133-139頁、CRID 1521699228421721856、ISSN 02859769。
- 一方井誠治「サステナの眼 循環型経済社会の構築へ向け動き始めた中国」『サステナ : 地球環境・社会・人間について真剣に考えたい人のための雑誌。 : サステイナビリティ学連携研究機構季刊誌』第1号、東京 : サステイナビリティ学連携研究機構、2006年10月、42-45頁、CRID 1520573330843417600。
- 一方井誠治「欧州における排出量取引の取組について」『環境研究』第146号、東京 : 日立財団、2007年、66-73頁、CRID 1521699230526078592、ISSN 02859769。
- 一方井誠治「鍵を握る企業行動 企業の取り組みから見える日本の課題」『世界』第769号、東京 : 岩波書店、2007年9月、142-150頁、CRID 1523106605759119872、ISSN 05824532。
- 浅岡美恵, 一方井誠治, 植田和弘「<座談会>気候変動は私たちに何を迫るのか<特集：環境問題を考える>」『公共空間』第1巻、京都大学公共政策大学院、2008年、CRID 1050001335720778752。
- 一方井誠治「ポスト京都議定書の国際枠組み : 世界と日本の気候変動対策」『バイオマス科学会議発表論文集』第3巻、日本エネルギー学会、2008年、ii-iii、CRID 1390282680763569024、doi:10.20550/jiebiomassronbun.3.0_ii、ISSN 2423-8333。
- 一方井誠治「低炭素社会への環境経済戦略」『現代の理論』第17巻、『現代の理論』編集委員会 ; 2004-2012、2008年、38-47頁、CRID 1522262179724886912。
- 一方井誠治「気候変動とカーボン・オフセット」『日本包装学会誌』第18巻第5号、東京 : 日本包装学会、2009年、307-313頁、CRID 1520853834634281088、ISSN 09185283。
- 一方井誠治, 大野輝之, 大林ミカ「パネルディスカッション 日本は低炭素社会をどう実現していくか?」『サステナ : 地球環境・社会・人間について真剣に考えたい人のための雑誌。 : サステイナビリティ学連携研究機構季刊誌』第13号、東京 : サステイナビリティ学連携研究機構、2009年10月、92-109頁、CRID 1521699230763043840。
- 一方井誠治「環境保全と経済成長」『環境情報科学』第40巻第2号、東京 : 環境情報科学センター、2011年、32-36頁、CRID 152000940826940904、ISSN 03896633。
- 一方井誠治「低炭素化時代の日本の選択:我が国の対応と課題」『貿易と関税』第59巻第1号、東京 : 日本関税協会、2011年1月、28-32頁、CRID 1520573330526160256、ISSN 04064984。
- 一方井誠治「<特集>財政学研究会 2010年冬季シンポジウム : コメント2 「政治主導はなぜ難しいのか」」『財政と公共政策』第49巻、財政学研究会、2011年5月、30-35頁、CRID 1390009224833384448、doi:10.14989/154988、ISSN 1348-8805。
- 一方井誠治「気候変動問題からみた地球文明の発展と日本の将来」『Business & economic review』第21巻第7号、東京 : 日本総合研究所、2011年7月、4-14頁、CRID 1521136279956936704、ISSN 18803482。
- 栗田郁真, 堀勝彦, 一方井誠治「消費者のハイブリッド車の購入要因に関する実証分析」『環境経済・政策研究』第5巻第2号、環境経済・政策学会、2012年9月、14-24頁、CRID 1390568772523046144、doi:10.14927/reeps.5.2_14、ISSN 18823742。
- 一方井誠治, 栗田郁真, 堀勝彦「企業における温室効果ガス削減費用の算出方法に関するアンケート調査」『武蔵野大学環境研究所紀要』第2号、武蔵野大学環境研究所、2013年3月、1-15頁、CRID 1050001202568635136、ISSN 2186-6422。
- 一方井誠治, 栗田郁真, 堀勝彦「温室効果ガスの削減費用の計算方法」『武蔵野大学環境研究所紀要』第3号、武蔵野大学環境研究所、2014年3月、17-32頁、CRID 1050282677548165504、ISSN 2186-6422。
- 一方井誠治, Sven Rudolph「ドイツ国内排出量取引制度 : これは国内交通部門と熱部門の持続可能な政策となるか?」『環境情報科学』第50巻第2号、東京 : 環境情報科学センター、2021年、117-120頁、CRID 1520290885070817280、ISSN 03896633。
- 一方井誠治「私の体験的環境政策論」『武蔵野大学環境研究所紀要』第11号、武蔵野大学環境研究所、2022年2月、1-83頁、CRID 1050291768582153472、ISSN 2186-6422。
- 一方井誠治「21世紀の新環境政策論 : 人間と地球のための持続可能な経済とは(第64回)『レジリエンスの時代』が投げかけた課題について考える」『グローバルネット』第400号、東京 : 地球・人間環境フォーラム、2024年3月、16-17頁、CRID 1520300152340618240。